# Єнс Добершюц
Єнс Добершюц (нім. Jens Doberschütz, 5 жовтня 1957) — німецький академічний веслувальник.
Олімпійський чемпіон 1980 року в складі вісімки.
Срібний призер Чемпіонату світу 1982 року в складі вісімки.